# Robert Dalban
Robert Dalban (richtiger Name: Gaston Barré, * 19. Juli 1903 in Celles-sur-Belle, (Département Deux-Sèvres); † 3. April 1987 in Paris) war ein französischer Schauspieler.
Der knautschgesichtige Schauspieler wurde 1947 durch den Film Unter falschem Verdacht (Quai des Orfèvres) des Regisseurs Henri-Georges Clouzot bekannt. Er war danach in mehr als zweihundert Filmen in Nebenrollen zu sehen. In Erinnerung bleibt er vor allem als Résistance-Kamerad von Danielle Darrieux in Marie-Octobre (1959), als Chefredakteur von Jean Marais und Mylène Demongeot in den drei Fantômas-Filmen und als nach Mitgift lechzenden Gastwirt und Vater von Claude Jade in Édouard Molinaros Mein Onkel Benjamin (Mon oncle Benjamin, 1969).

## Filmografie (Auswahl)
- 1947: Unter falschem Verdacht (Quai des Orfèvres)
- 1949: Die Mauern von Malapaga (Le mura di Malapaga)
- 1950: Dein Weg ist Dir bestimmt (Quai de Grenelle)
- 1954: Liebe, Frauen und Soldaten (Destinées)
- 1955: Die Teuflischen (Les diaboliques)
- 1957: Die Zwillinge und der Mörder (Les trois font la paire)
- 1958: Jakobowsky und der Oberst (Me and the Colonel)
- 1958: Sei schön und halt den Mund (Sois belle et tais-toi)
- 1959: Marie-Octobre
- 1960: Das kunstseidene Mädchen
- 1961: Die Drohung (La menace)
- 1961: Im Zeichen der Lilie (Le Miracle des loups)
- 1961: Der siebte Geschworene (Le septième juré)
- 1962: Der scharlachrote Musketier (Le chevalier de Pardaillan)
- 1963: Mein Onkel, der Gangster (Les Tontons flingueurs)
- 1964: Fantomas (Fantômas)
- 1964: Mordrezepte der Barbouzes (Les Barbouzes)
- 1964: Robinson Crusoe (Fernsehvierteiler)
- 1965: Fantomas gegen Interpol (Fantômas se déchaîne)
- 1966: Nimm’s leicht, nimm Dynamit (Ne nous fâchons pas)
- 1967: Wer singt, muß sterben (L’Homme qui trahit la mafia)
- 1967: Fantomas bedroht die Welt (Fantômas contre Scotland Yard)
- 1967: Die Dirne und der Narr (Un idiot à Paris)
- 1967: Allô Police (Fernsehserie, 1 Folge)
- 1968: Der Bulle (Le Pacha)
- 1969: Das Superhirn (Le cerveau)
- 1969: Mein Onkel Benjamin (Mon oncle Benjamin)
- 1970: Der Zerstreute (Le Distrait)
- 1972: Alfred, die Knallerbse (Les malheurs d’Alfred)
- 1972: Ein toller Bluff (Il était une fois un Flic)
- 1973: Die Abenteuer des Monsieur Vidocq (Les Nouvelles Aventures de Vidocq, Fernsehserie, 1 Folge)
- 1973: Mach’s gut, Nicolas (Salut, l’artiste)
- 1973: Wo bitte ist die 7. Kompanie geblieben? (Mais où est donc passée la septième compagnie?)
- 1974: Die Antwort kennt nur der Wind
- 1974: Die Ohrfeige (La gifle)
- 1975: Der Unverbesserliche (L’incorrigible)
- 1978: Der Sanfte mit den schnellen Beinen (La carapate)
- 1978: Und jetzt das Ganze nochmal von vorn (Je suis timide … mais je me soigne)
- 1979: Damit ist die Sache für mich erledigt (Coup de tête)
- 1981: Der Hornochse und sein Zugpferd (La chèvre)
- 1982: La Boum 2
- 1983: Zwei irre Spaßvögel (Les compères)